# Black-ish
Black-ish (im Titel dargestellt als `black•ish) ist eine US-amerikanische Fernsehserie, die am 24. September 2014 ihre Premiere beim Sender ABC feierte. Die Comedy-Serie dreht sich um eine afroamerikanische Familie der oberen Mittelschicht. Hauptdarsteller der Serie sind Anthony Anderson und Tracee Ellis Ross.
2018 erschien das erste Spin-off Grown-ish, in dem die älteste Johnson-Tochter Zoey an der Cal U studiert. 2019 erschien mit Mixed-ish ein weiterer Ableger, in dem Rainbow Johnson auf ihre Kindheit und Jugend in einer schwarz-weiß-gemischten Familie zurückblickt.
Am 14. Mai 2021 wurde die Serie um eine achte und finale Staffel verlängert.

## Inhalt
Die Johnsons sind eine afroamerikanische Mittelklasse Familie in den USA. Im Mittelpunkt steht der Familienvater Andre Johnson, ein erfolgreicher Werbemanager und Rainbow Johnson, eine Anästhesistin. Zusammen ziehen sie ihre anfangs 4, später 5 Kinder in einer größtenteils weißen Nachbarschaft auf, wodurch es oft zu kulturellen Identitätskrisen kommt.

## Besetzung
Synchronfassung entsteht bei der Scalamedia in Berlin nach Dialogbüchern von Holger Twellmann und unter der Dialogregie von Gundi Eberhard.
| Rolle                     | Schauspieler       | Hauptrolle | Nebenrolle                 | Synchronsprecher                                    |
| ------------------------- | ------------------ | ---------- | -------------------------- | --------------------------------------------------- |
| Andre „Dre“ Johnson, Sr.  | Anthony Anderson   | 1.01–8.14  |                            | Jan Odle                                            |
| Dr. Rainbow „Bow“ Johnson | Tracee Ellis Ross  | 1.01–8.14  |                            | Diana Borgwardt                                     |
| Zoey Johnson              | Yara Shahidi       | 1.01–4.10  | 4.22–5.04, 5.22–5.23, 6.03 | Friedel Morgenstern                                 |
| Andre Johnson, Jr.        | Marcus Scribner    | 1.01–8.14  |                            | Cedric Eich                                         |
| Jack Johnson              | Miles Brown        | 1.01–8.14  |                            | Julien Neisius                                      |
| Diane Johnson             | Marsai Martin      | 1.01–8.14  |                            | Hedda Erlebach                                      |
| Ruby Johnson              | Jenifer Lewis      | 2.01–8.14  | 1.08–1.24                  | Martina Treger                                      |
| Leslie Stevens            | Peter Mackenzie    | 3.01–8.14  | 1.01–2.24                  | Matthias Klie                                       |
| Earl „Pops“ Johnson       | Laurence Fishburne |            | 1.01–8.14                  | Leon Boden (Staffel 1–5) Axel Lutter (ab Staffel 6) |
| Johan Johnson             | Daveed Diggs       |            | 3.02–3.24 1, 4.19          | Julius Jellinek                                     |

## Ausstrahlung

### Vereinigten Staaten
Die Pilotfolge wurde am 24. September 2014 auf ABC ausgestrahlt und wurde von 11,04 Millionen Zuschauern verfolgt. Die erste Staffel lief bis zum 20. Mai 2015. Das Staffelfinale der ersten Staffel wurde von 5,36 Millionen Zuschauern verfolgt. Am 7. Mai 2015 bestellte der Sender ABC eine zweite Staffel der Serie. Die zweite Staffel wurde vom 23. September 2015 bis zum 18. Mai 2016 ausgestrahlt.
Am 3. März 2016 wurde Black-ish um eine dritte Staffel verlängert. Die Erstausstrahlung der dritten Staffel fand am 21. September 2016 statt. Das Staffelfinale der dritten Staffel lief am 10. Mai 2017. Am selben Tag wurde die Serie um eine vierte Staffel verlängert, diese feierte am 3. Oktober 2017 ihre Premiere. Das Staffelfinale der vierten Staffel wurde am 15. Mai 2018 ausgestrahlt. Am 11. Mai wurde einer fünfte Staffel bestellt.
Die fünfte Staffel lief vom 16. Oktober 2018 bis zum 21. Mai 2019. Am 2. Mai 2019 wurde Black-ish um eine sechste Staffel verlängert. Diese wird seit dem 24. September 2019 ausgestrahlt.
Am 21. Mai 2020 wurde die Serie um eine siebte Staffel verlängert. Die siebte Staffel wird seit dem 21. Oktober 2020 ausgestrahlt.

### Deutschland
Die Erstveröffentlichung der ersten beiden Staffeln fand am 1. Juli 2017 beim Streaming-Anbieter maxdome statt. Die komplette dritte Staffel erschien am 1. Februar 2018 auf Sky GO, Sky Ticket und Amazon Prime Video. Am 1. März 2019 erschien die komplette vierte Staffel auf Sky GO, Sky Ticket und auf Amazon Prime. Die fünfte Staffel erschien 1. Mai 2020 auf Amazon Prime, Joyn, maxdome und TVNOW. Seit dem 23. Februar 2021 sind die ersten sechs Staffeln auf Disney+ aufrufbar.
Im deutschen Free-TV hatte die Serie am 28. Mai 2021 bei Super RTL Premiere.

## DVD-Veröffentlichung
Vereinigte Staaten
- Staffel 1 erschien am 18. September 2015